# Олд Картузианс
Футбольный клуб «Олд Карту́зианс» (англ. Old Carthusians Football Club) — английская спортивная команда по футболу, состоящая из выпускников школы-интерната Чартерхаус в Годалминге, Суррей, Англия. Футбольная команда была основана в 1876 году. В 1881 году «Олд Картузианс» выиграл Кубок Англии. Также клуб становился обладателем Любительского кубка Англии (в 1894 и 1897 году). В настоящее время клуб выступает в Артурианской лиге.

## История
Клуб был основан выпускниками выпускников школы-интерната Чартерхаус в Годалминге, Суррей в 1876 году. Сообщения о футбольных матчах в Чартерхаусе появлялись в прессе с марта 1853 года, а капитан футбольной команды Чартерхауса присутствовал на первых заседаниях Футбольной ассоциации. «Олд Картузианс» стал одним из нескольких клубов, основанных выпускниками частных школ в Англии в XIX веке. Другими подобными командами были «Олд Итонианс» и «Олд Вестминстерс». Ранее, в 1867 году, часть учеников Чартерхауса основала клуб «Сток Рамблерс», в настоящее время известный под названием «Сток Сити». «Олд Картузианс» впервые сыграл в Кубке Англии в сезоне 1879/1980. К моменту основания Футбольной лиги в 1888 году «Олд Картузианс» был самой южной командой, «заинтересованной во вступлении в лигу, где доминировали клубы с севера», но в итоге клуб так и не стал членом Футбольной лиги. «Олд Картузианс» стал одним из четырёх клубов, выигравших Кубок Англии в первые 11 лет с момента его создания: это произошло в 1881 году, когда команда обыграла «Олд Итонианс» со счётом 3:0.
В 1883 году команда дошла до полуфинала Кубка Англии, где проиграла клубу «Блэкберн Олимпик» (который в итоге и выиграл Кубок, обыграв в финале «Олд Итонианс»). Обозреватели отмечают, что победа «Блэкберн Олимпик» обозначила некий водораздел: до этого успеха добивались команды студентов, а после настало время команд из представителей рабочего класса. Команда «Картузианс», состояла из образованных людей, тогда как за «Олимпик» играли дантист, водопроводчик, работник литейного цеха и трое ткачей. Газета Athletic News придумала такой заголовок к игре: «Патриции против плебеев».
После создания Любительского кубка Англии в 1893 году «Олд Картузианс» начал играть в этом турнире, выиграв его в 1894 и 1897 году и дойдя до финала в трёх из четырёх начальных сезонах. В 1894 году «Олд Картузианс» и «Олд Вестминстерс» получили приглашения на вступление в только что созданную Южную лигу, однако обе команды ответили отказом.
С дальнейшим развитием любительских клубов как «испытательных полигонов» для будущих профессиональных футболистов традиционные команды выпускников английских школ становились всё менее востребованными и покинули Любительский кубок Англии. В сезоне 1902/03 они создали собственный турнир, Кубок Артура Данна. Этот турнир продолжает существовать и в XXI веке. На момент 100-летнего юбилея этого турнира «Олд Картузианс» был самым успешным клубом в его истории, выиграв его 19 раз и ещё 5 раз проиграв в финале.
В 2008 году «Олд Картузианс» принял участие в турнире, в котором также сыграли несколько других обладателей Кубка Англии XIX века, включая «Ройал Энджинирс» и «Олд Итонианс».
«Олд Картузианс»  является одной из трёх команд (наряду с «Уимблдоном» и «Ройал Энджинирс»), которым удалось выиграть Кубок Англии и Любительский кубок Англии.

## Игроки сборной Англии

Команда «Олд Картузианс» в 1881 году, в котором они выиграли Кубок Англии

Девять игроков «Олд Картузианс» сыграли за сборную Англии.
Ниже приведён полный список игроков «Олд Картузианс», сыгравших за сборную Англии (в скобках указано количество игр, проведённых за сборную, будучи игроком «Олд Картузианс»):
- Эндрю Эймос (2 матча)
- Невилл Кобболд (3 матча)
- Уолтер Гиллиат (1 матч)
- Эдуард Хагарти Парри (3 матча)
- Гилберт Озуалд Смит (20 матчей)
- Морис Стэнбро (1 матч)
- Артур Мелмот Уолтерс (9 матчей)
- Перси Мелмот Уолтерс (13 матчей)
- Чарльз Рефорд-Браун (3 матча)

## Достижения
- Обладатель Кубка Англии: 1881
- Обладатель Любительского кубка Англии (2): 1894, 1897
- Обладатель Кубка Артура Данна (26):  1903, 1904, 1905, 1906, 1908, 1910, 1921, 1922, 1923, 1936, 1939, 1947, 1949, 1951, 1954, 1962, 1977, 1982, 2001, 2006, 2008, 2009, 2011, 2013, 2014, 2015
- Чемпион Артурианской лиги (11): 1979, 1982, 1988, 2006[15], 2008, 2009, 2011, 2012, 2013, 2014, 2015[16]